# NES Four Score
El NES Four Score es un accesorio multitap creado por Nintendo en 1990 para la Nintendo Entertainment System. Algunos juegos pueden utilizarlo para habilitar el juego de hasta cuatro jugadores. El NES Four Score es similar al NES Satellite previamente introducido, un dispositivo que permite que cuatro jugadores se conecten al NES y amplía el alcance mediante la comunicación inalámbrica por infrarrojos.
Antes del advenimiento del soporte de múltiples pulsaciones en NES, los juegos NES que admiten más de dos jugadores requieren que los jugadores se emparejen y luego alternen los turnos mientras comparten el mismo par de controladores NES. Algunos juegos que originalmente cuentan con soporte para más de dos jugadores, como algunos juegos de arcade, solo admiten dos jugadores simultáneos en sus versiones de NES.
En el NES Four Score, hay una opción para cambiar entre los modos de dos jugadores y cuatro jugadores, y hay botones turbo A y B que dan a cualquiera de los controladores conectados un impulso de fuego rápido. El NES Four Score también se puede usar como un cable de extensión de controlador porque el cable que conduce desde el accesorio al NES tiene varios pies de largo.

## Juegos
Estos juegos son compatibles con NES Four Score, para más de dos jugadores simultáneos.
- Bomberman II (3-players)

- Championship Bowling

- Danny Sullivan's Indy Heat

- Exploding Fist (inédito)

- Gauntlet II

- Greg Norman's Golf Power

- Harlem Globetrotters

- Kings of the Beach [3]

- Magic Johnson's Fast Break

- Monopoly

- Monster Truck Rally (video game)

- M.U.L.E.

- NES Play Action Football

- A Nightmare on Elm Street [4]

- Nintendo World Cup [5]

- R.C. Pro-Am II

- Rackets & Rivals

- Rock 'n Ball

- Roundball: 2 on 2 Challenge

- Spot: The Video Game

- Smash TV

- Super Off Road

- Super Jeopardy!

- Super Spike V'Ball

- Swords and Serpents

- Top Players' Tennis

Estos juegos homebrew también son compatibles.
- Justice Duel
- Micro Mages

## Adaptador de 4 jugadores
El Adaptador de 4 jugadores (4人プレイヤーズアダプタ?) es un periférico con licencia lanzado para la Famicom en Japón por Hori. Es el equivalente de Famicom al NES Four Score. Su propósito es permitir que hasta cuatro jugadores jueguen simultáneamente en juegos compatibles al permitir que se conecten controladores adicionales a través del puerto de expansión de la consola. El adaptador también cuenta con un interruptor que permite a los dos primeros jugadores usar controladores externos en lugar de los controladores estándar de Famicom, lo que le da a cada jugador la opción de usar un controlador externo. Muchos de los títulos de la serie Kunio-kun de Technōs Japan son compatibles con el adaptador.

### Juegos
- Bible Buffet

- Downtown Nekketsu Kōshinkyoku: Soreyuke Daiundōkai

- Ike Ike! Nekketsu Hockey Bu: Subette Koronde Dai Rantō

- Moero TwinBee: Cinnamon-hakase o Sukue! (3-players)

- Nekketsu Kakutō Densetsu

- Nekketsu Kōkō Dodge Ball Bu

- Nekketsu Street Basket: Ganbare Dunk Heroes

- Kunio-kun no Nekketsu Soccer League

- U.S. Championship V'Ball

- Wit's

## Juegos no compatibles
Los siguientes juegos se destacan por tener tres o más jugadores alternativos o simultáneos a pesar de no hacer uso de NES Four Score o NES Satellite. También se espera que algunos tengan tres o más jugadores simultáneos debido a la existencia de la opción Four Score junto con el hecho de que se lanzó después de la disponibilidad de Four Score, y una o más versiones del juego para otros sistemas tenían esta función (es decir, no usar el Four Score para juegos de cuatro jugadores publicados más tarde parece irracional).
- Anticipation
- Battletoads & Double Dragon: The Ultimate Team
- Contra Force
- Jeopardy!!
- Jeopardy! Junior Edition
- Jeopardy! 25th Silver Anniversary Edition
- Micro Machines
- Nobunaga's Ambition
- Nobunaga's Ambition II
- Teenage Mutant Ninja Turtles II: The Arcade Game
- Teenage Mutant Ninja Turtles III: The Manhattan Project